# Енцефаліт Повассан
Енцефалі́т Повасса́н (англ. Powassan encephalitis), також хвороба, яку спричинює вірус Повассан, (англ. Powassan virus disease) — гостре арбовірусне природно-осередкове захворювання з трансмісивним механізмом передачі, перебіг якого характеризується гарячкою і тяжкими ураженнями центральної нервової системи (ЦНС) у вигляді енцефаліту.

## Актуальність
На сьогодні передачу вірусу виявлено на всій території Сполучених Штатів Америки, Канади та Приморського краю Російської Федерації. Окремі серологічні дані свідчать про можливість передачі вірусу в Мексиці. Є часто супутником борелій, які спричинюють хворобу Лайма.

## Етіологія
Збудник — вірус Повассан, належить до групи флавівірусів ссавців родини Bunyaviridae, екологічної групи арбовірусів, які передаються через укус кліщів. Наразі відомо дві різновидності вірусу в межах одного виду: вірус Повассан лінії І та ІІ, для яких характерні різні переносники. Виявлено, що ці дві лінії дивергевували близько 200 років тому.
Вірус названо на честь канадського міста в провінції Онтаріо, де його було виявлено у молодого хлопця, який, імовірно, від нього помер.

## Епідеміологічні особливості
Вірус Повассан був неодноразово ізольований з кліщів і крові дрібних ссавців у Канаді та США. Показано, що в природному циклі головним резервуаром є гризуни (білки, бурундуки), а головні переносники в трансмісивній передачі — іксодові кліщі (Ixodes cookei, I. scapularis, І. marxi). За винятком кількох людських ізолятів більшість штамів лінії I були виділені в Північній Америці з кліщів I. cookei; резервуарами інфекції найчастіше були бабаки (Marmota monax), куниці та дикі псові. Штами лінії II переважно виділені з кліщів I. scapularis (резервуар — білонога миша) та Dermacentor andersoni (виділені в Колорадо та Західній Вірджинії).
Захворюваність характеризується вираженою сезонністю (з квітня по серпень з максимумом в червні), що зумовлено активністю кліща-переносника. Хворіють переважно діти віком до 15 років.

## Патогенез
Первинним вогнищем є місце укусу кліща. Вірус проникає в кров і гематогенно (через кров) поширюється по всьому організму, виявляючи тропність (схильність) до нервової тканини. Основні зміни в ЦНС характеризуються виникненням лімфоцитарної інфільтрації периваскулярної нервової тканини з найбільшим вираженими змінами з боку сірої речовини, в тому числі таламуса, середнього мозку, мозочка.

## Клінічні ознаки
Інкубаційний період становить 7-30 днів. У більшості інфікованих захворювання перебігає субклінічно і лише у незначної частини розвивається маніфестна форма у вигляді енцефаліту або менінгіту. Хвороба починається гостро з підвищення температури тіла до 39–40 °C. З'являються слабкість, головний біль, біль у м'язах спини і кінцівок, озноб, біль у горлі, сонливість. Продромальний період триває 1–3 дні. У подальшому приєднуються блювання, сплутаність свідомості, втрата координації, прояви мозочкової атаксії, судоми. Характерними є зміни психічного статусу, розвиток геміплегії.
Майже у половини хворих, що перехворіли, залишаються постійні деякі прояви, такі як періодичний головний біль, м'язова атрофія (переважно м'язи верхніх кінцівок) та порушення пам'яті. Летальність досягає 10 %.

## Діагностика
Як матеріал для дослідження використовуються кров та ліквор. При люмбальній пункції відзначається незначний або помірний лімфоцитарний плеоцитоз (до 300 клітин/мл), помірне підвищення рівня білку. Діагноз підтверджується виявленням специфічних антитіл за допомогою серологічних тестів (реакція імунофлюоресценції, зв'язування комплементу з парними сироватками) та вірусної РНК методом полімеразної ланцюгової реакції зі зворотною транскрипцією (ЗТ-ПЛР).

## Лікування
Етіотропна терапія наразі відсутня. Патогенетична терапія ситуативна, спрямована на боротьбу з гіпертермією, інтоксикацією, набряком головного мозку.

## Профілактика
Загальна профілактика включає захист людини від укусу кліщів як при хворобі Лайма. Необхідне застосування репелентів, захисного одягу перед тим, як вирушити до підозрілих на наявність кліщів місцевостей, ретельний огляд одягу, шкіри після відвідування лісу. Потрібно утримувати короткі газони та стежки, видаляти листя, створити ландшафтний бар'єр з деревної стружки чи скель між скошеними газонами та лісами. Специфічна профілактика наразі не розроблена. Є припущення, що може мати захисну дію вакцина проти кліщового енцефаліту, однак це не є перевірено.